# Шембе
Шембе́ (перс. شنبه‎) — небольшой город на юге Ирана, в провинции Бушир. Входит в состав шахрестана  Дешти. На 2006 год население составляло 2 414 человек; в национальном составе преобладают персы, в конфессиональном — мусульмане-шииты.
9 апреля 2013 года в провинции Бушир произошло землетрясение, вследствие которого в Шембе почти полностью было разрушено 200 домов.

## География
Город находится в центральной части Бушира, на равнине Гермсир, между побережьем Персидского залива и хребтами юго-западного Загроса, на высоте 21 метра над уровнем моря.